# Agnes Jacobsson
Agnes Galathea Jacobsson, född 24 augusti 1837 i Stockholm, död 16 maj 1913 i Stockholm, var en svensk operasångare (sopran, alt).

## Biografi
Jacobsson föddes 24 augusti 1837 i Stockholm. Hon var dotter till kungliga hovparfymören Levi Abraham Jacobsson och Sally Pohl. Hon studerade för Julius Günther och fullbordade sin utbildning vid musikkonservatoriet i Prag 1857. Hon flyttade tillbaka till Sverige 1862.
Hon debuterade som Donna Elvira i Don Juan 27 mars 1863. Jacobsson har haft rollerna som Nattens drottning i Trollflöjten, Adriano i Rienzi, Azucena i Trubaduren, Marta i Faust, Margareta i Vita frun, Marcellina i Figaros bröllop med flera. Hon var anställd vid Kungliga teatern från 1 juli 1863 till 30 juni 1878. Jacobsson avled 16 maj 1913 i Stockholm.
Hennes röst beskrivs som så omfångsrik att hon kunde utföra partier som både sopran och alt. Hon erbjöds engagemang i Ryssland, men tackade nej, då fadern inte ville att hon skulle arbeta utomlands.
Hon var syster till arkitekten Ernst Jacobsson och fotografen Selma Jacobsson, samt svägerska till John Smedberg.